# روغنانو (بافيا)
روغنانو (بالإيطالية: Rognano)‏ هي بلدة تقع في مقاطعة بافيا بإقليم لومبارديا في شمال إيطاليا. تبلغ مساحة هذه المدينة 9.2 (كم²)، وترتفع عن سطح البحر 95 م، بلغ عدد سكانها 308 نسمة في عام 2004 حسب إحصاء المعهد الوطني للإحصاء.

## السكان
في سنة 1861 بلغ عدد السكان 789 نسمة، وتطور العدد ليصل في سنة 2011 لـ 619 نسمة.
يظهر هذا المخطط البياني تطور النمو السكاني لـ روغنانو (بافيا)

## وصلات خارجية
- الموقع الرسمي